# Jiří Rohan
Jiří Rohan, född den 13 december 1964 i Prag, Tjeckien, är en tjeckisk kanotist.
Han tog OS-silver på C-2 i slalom i samband med de olympiska kanottävlingarna 1992 i Barcelona.
Han tog OS-silver i samma gren i samband med de olympiska kanottävlingarna 1996 i Atlanta.